# Гигович, Армин
А́рмин Ги́гович (швед. и босн. Armin Gigović; род. 6 апреля 2002, Лунд, Сконе) — шведский и боснийский футболист, полузащитник клуба «Хольштайн» и сборной Боснии и Герцеговины.

## Карьера

### Клубная
Молодёжную и профессиональную карьеру начал в шведском клубе «Хельсингборг». В основном составе дебютировал 15 июля 2019 года в матче чемпионата Швеции против «Сириуса». Вышел на поле на 75-й минуте игры вместо Давида Бойсена. За два сезона сыграл 34 матча и забил 1 гол.
15 октября 2020 подписал пятилетний контракт с «Ростовом». 7 марта 2022 года ФИФА объявила, что иностранные игроки в России смогут в одностороннем порядке приостановить свои контракты со своими клубами до 30 июня 2022 года и подписать контракт с клубом за пределами России. Гигович воспользовался этой опцией и отправился в аренду в шведский «Хельсингборг» до конца сезона.
31 августа 2022 года было объявлено, что Гигович присоединился к датскому клубу «Оденсе» на правах аренды.
15 января 2023 года перешёл в «Мидтьюлланн» на правах аренды до конца сезона.

### В сборной
В мае 2019 года Гигович в составе сборной Швеции до 17 лет принял участие в чемпионате Европы, сыграл во всех трёх матчах. 9 октября 2020 года дебютировал за молодёжную сборную Швеции в отборочном матче к чемпионату Европы 2021 года.

## Статистика выступлений

### Клубная статистика
По состоянию на 4 сентября 2023 года
| Выступление      | Выступление      | Выступление      | Лига | Лига | Кубки | Кубки | Еврокубки | Еврокубки | Прочие | Прочие | Итого | Итого |
| Клуб             | Лига             | Сезон            | Игры | Голы | Игры  | Голы  | Игры      | Голы      | Игры   | Голы   | Игры  | Голы  |
| ---------------- | ---------------- | ---------------- | ---- | ---- | ----- | ----- | --------- | --------- | ------ | ------ | ----- | ----- |
| Хельсингборг     | Аллсвенскан      | 2019             | 14   | 0    | —     | —     | —         | —         | —      | —      | 14    | 0     |
| Хельсингборг     | Аллсвенскан      | 2020             | 20   | 1    | 1     | 0     | —         | —         | —      | —      | 21    | 1     |
| Хельсингборг     | Аллсвенскан      | → 2022           | 16   | 2    | —     | —     | —         | —         | —      | —      | 16    | 2     |
| Хельсингборг     | Итого            | Итого            | 50   | 3    | 1     | 0     | —         | —         | —      | —      | 51    | 3     |
| Ростов           | Премьер-лига     | 2020/21          | 17   | 1    | 0     | 0     | —         | —         | —      | —      | 17    | 1     |
| Ростов           | Премьер-лига     | 2021/22          | 13   | 0    | 0     | 0     | —         | —         | —      | —      | 13    | 0     |
| Ростов           | Итого            | Итого            | 30   | 1    | 0     | 0     | —         | —         | —      | —      | 30    | 1     |
| → Оденсе         | Суперлига        | 2022/23          | 9    | 1    | 1     | 0     | —         | —         | —      | —      | 10    | 1     |
| → Оденсе         | Итого            | Итого            | 9    | 1    | 1     | 0     | —         | —         | —      | —      | 10    | 1     |
| → Мидтьюлланн    | Суперлига        | 2022/23          | 15   | 0    | —     | —     | 2         | 0         | 1      | 0      | 18    | 0     |
| → Мидтьюлланн    | Суперлига        | 2023/24          | 6    | 0    | —     | —     | 6         | 1         | —      | —      | 12    | 1     |
| → Мидтьюлланн    | Итого            | Итого            | 21   | 0    | —     | —     | 8         | 1         | 1      | 0      | 30    | 1     |
| Всего за карьеру | Всего за карьеру | Всего за карьеру | 110  | 5    | 2     | 0     | 8         | 1         | 1      | 0      | 121   | 6     |

### Сборная
Молодёжная сборная Швеции
| № | Дата           | Оппонент   | Счёт | Голы | Пасы | Карточки | Минуты    | Соревнование              |
| - | -------------- | ---------- | ---- | ---- | ---- | -------- | --------- | ------------------------- |
| 1 | 9 октября 2020 | Люксембург | 4:0  | —    | —    | —        | 11'( 79') | Отбор МЧЕ-2021 (группа 1) |

Итого: сыграно матчей: 1 / забито голов: 0; победы: 1, ничьи: 0, поражения: 0.